# 남제천 나들목
남제천 나들목(S.Jecheon IC)은 충청북도 제천시 금성면 월림리에 설치된 중앙고속도로의 28번 교차로이다. 금성면, 제천시내로 진출할 수 있으며, 인근에 충주호가 있다. 평택제천고속도로의 종점인 제천 분기점과 매우 가까이에 위치해 있어 2015년 6월 30일 평택제천고속도로 동충주 나들목 ~ 제천 분기점 구간이 완공되면서 기존의 트럼펫형 나들목에서 반클로버형 나들목으로 형태가 변경이 되면서 램프의 구조가 일부 변경되었으며, 중앙고속도로 춘천 방향 진입시 평택제천고속도로와 교차하는 제천 분기점과 바로 연계된다.

## 연혁
- 2001년 12월 14일 : 중앙고속도로 풍기 ~ 제천 구간 개통에 따라 영업 개시[1]
- 2014년 12월 8일 : 2015년까지 나들목 구조 변경을 위해 제천시 도시계획시설 교통광장 면적 변경[2]

## 구조물 정보
- 위치: 충청북도 제천시 금성면 월림리
- 영업소: 충청북도 제천시 금성면 양월로 174

## 접속하는 도로
- 청풍호로 (국가지원지방도 제82호선, 지방도 제532호선)

## 교통량 정보
| 요금소          | 통행량 (대/일) | 통행량 (대/일) | 통행량 (대/일) | 통행량 (대/일) | 통행량 (대/일) | 통행량 (대/일) | 통행량 (대/일) | 통행량 (대/일) | 통행량 (대/일) | 통행량 (대/일) | 각주  |
| 요금소          | 2001년         | 2002년         | 2003년         | 2004년         | 2005년         | 2006년         | 2007년         | 2008년         | 2009년         | 2010년         | 각주  |
| --------------- | -------------- | -------------- | -------------- | -------------- | -------------- | -------------- | -------------- | -------------- | -------------- | -------------- | ----- |
| 남제천 (폐쇄식) | 842            | 945            | 959            | 925            | 944            | 939            | 1,079          | 1,165          | 1,370          | 1,497          | [ 3 ] |
| 요금소          | 2011년         | 2012년         | 2013년         | 2014년         | 2015년         | 2016년         | 2017년         | 2018년         | 2019년         |                | [ 3 ] |
| 남제천 (폐쇄식) | 1,532          | 1,548          | 1,702          | 1,716          | 3,285          | 5,391          | 5,202          | 5,054          | 5,217          |                | [ 3 ] |